# Arocha (animal)
Jose Arocha s un género de arañas araneomorfas de la familia Mimetidae. Se encuentra en Sudamérica.

## Lista de especies
Según The World Spider Catalog 12.0:
- Arocha erythrophthalma Simon, 1893
- Arocha rochai Mello-Leitão, 1941